# Maculatoscelis gilloni
Maculatoscelis gilloni är en bönsyrseart som beskrevs av Roger Roy 1964. Maculatoscelis gilloni ingår i släktet Maculatoscelis och familjen Amorphoscelidae. Inga underarter finns listade i Catalogue of Life.